# Georges Garvarentz
Georges Garvarentz (1 de abril de 1932 - 19 de marzo de 1993) fue un compositor armenio-francés, destacado por su música para las canciones de Charles Aznavour.

## Biografía
Georges Garvarentz nació en Atenas, Grecia, en una familia de inmigrantes armenios. Su padre, Kevork Garvarentz era profesor de literatura y poeta, y fue el autor del Himno Militar Armenio.
En 1942 la familia Garvarentz se mudó a París, Francia, donde Georges asistió al Conservatorio Nacional Superior de Música y de Danza.
En 1956 Georges conoció a Charles Aznavour y comenzó a escribir música para sus canciones. Juntos escribieron más de 100 canciones, incluyendo Rends garde à toi (1956), Et pourtant (1962), Il faut saisir sa chance (1962), Retiens la nuit (1962), Paris au mois d'août (París en agosto de 1966), Une vie d'amour (1980).
En 1965, Georges se casó con la hermana de Charles Aznavour, Aida Aznavourian.
Georges Garvarentz también compuso más de 150 temas cinematográficos, incluyendo Un taxi pour Tobrouk (Un taxi para Tobruk, 1960), Les Parisiennes (Cuentos de París, 1962), Le Diable et les dix Commandments (El Diablo y los Diez Mandamientos, 1962), Le Rat d'Amérique (Trampa de Rata, 1963), Estambul 65 (Ese Hombre en Estambul, 1965), Caroline chérie (Querida Carolina, 1968), Sapho ou La fureur d'aimer (Saffo, 1971), Killer Force (Fuerza Asesina, 1976), Teheran 43 (1981), Yiddish Connection (Conexión ídish, 1986), Catorce estaciones (1991).
Garvarentz es el autor de la comedia musical Deux anges sont venus y de la opereta Douchka.

## Premios y reconocimientos
- En 1964, Garvarentz fue premiado con un premio especial por la Sociedad Chansonnier.

- En 1989, Garvarentz recibió un Premio Gémini por la Mejor Música Original Cinematográfica, de Programa o Miniserie.[3]